# Vlag van Sprang

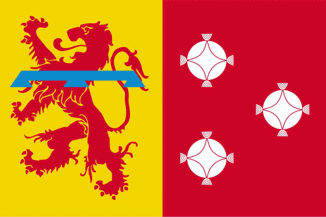
Dorpsvlag van Sprang

De vlag van Sprang werd op 19 februari 2013 vastgesteld door burgemeester en wethouders van Waalwijk als de dorpsvlag van het Nederlandse dorp Sprang. De vlag kan als volgt worden beschreven:
Twee banen van gelijke lengte, de broekzijde geel, de andere, uitwaaiende helft rood. In de gele baan is een rode leeuw geplaatst, met op de borst een blauwe barensteel met drie hangers. In de rode baan staan drie witte kussens: twee aan de broekzijde en één aan de vluchtzijde.
De vlag is ontstaan uit een voorstel van de Stichting 'Sprang 700' dat werd ingediend met instemming van de  Heemkundevereniging Sprang-Capelle. In de vlag worden de figuren uit het wapen van Sprang-Capelle verenigd met die uit het wapen, dat in 1819 verleend was aan de 'oude', veel kleinere gemeente Sprang. De rode leeuw uit het eerstgenoemde wapen is gedeeltelijk bedekt met een blauwe barensteel. Dit deel van de vlag herinnert aan de adellijke familie Van der Duin. Leden van dit geslacht waren in de vijftiende en zestiende eeuw heren van Sprang. De kussens in de uitwaaiende rode baan werden ontleend aan het blazoen van de familie Rietvelt van Herpt en Sprang, afkomstig uit Heusden. Ter wille van de duidelijkheid zijn hier de wapenkleuren van de familie omgewisseld: in hun blazoen waren de kussens rood op een zilveren schild.

## Verwante afbeeldingen

Wapen van Sprang
Wapen van Sprang-Capelle

Acht
· Alphen
· Bavel
· Berghem
· Berlicum
· Biest-Houtakker
· Borkel en Schaft
· Chaam
· Cromvoirt
· Cuijk
· Den Dungen
· Dinteloord
· Effen
· Esch
· Galder
· Geeren-Noord
· Gemonde
· Haagse Beemden
· Haaren
· Halsteren
· Helvoirt
· Herpen
· Heusden
· Langenboom
· Leur
· Megen, Haren en Macharen
· Moergestel
· Nieuw-Vossemeer
· Nuland
· Olland
· Orthen
· Princenhage
· Ravenstein
· Rosmalen
· Sint-Michielsgestel
· Sprang
· Steenbergen
· Strijbeek
· Teteringen
· Ulvenhout
· Udenhout
· Velp
· Vierlingsbeek
· Waspik
· Wintelre